# 上珠数屋町通
上珠数屋町通（かみじゅずやまちどおり）は、京都市の東西の通りの一つ。東は土手町通から西は烏丸通に至る全長400メートルの短い通り。全ての区間が下京区内に収まる。
ここでは同じ区間で南を並行している下珠数屋町通（しもじゅずやまちどおり）についても取り上げる。

## 概要
東本願寺の別邸である渉成園を挟んで北に位置するのが上珠数屋町通、南が下珠数屋町通で、それぞれ渉成園の北と南を限る通りとなっている。渉成園の通称である「枳殻邸（きこくてい）」にちなみ、それぞれ上枳殻馬場通（かみきこくのばんばどおり）、下枳殻馬場通（しもきこくのばんばどおり）と称することもある。
周囲は東本願寺の門前町であり、沿道には数珠などを売る仏具屋や法衣屋、参拝者のための宿泊所（詰所）が並ぶ。通りの名は立ち並ぶ仏具屋に由来する。「数珠屋町」とするのは誤記。通りの西端から間之町通までの区間は道幅が狭くどちらの通りも東行きの一方通行であるが、それ以東の渉成園に接する区間では片側1車線が確保された幅の広い道となる。上珠数屋町通の渉成園に接する区間には1895年（明治28年）から1901年（明治34年）まで京都電気鉄道の木屋町線が通っていた。
なお、間之町通から烏丸通まで、2つの通りの中間を正面通が通っているが、この区間ではこれら2つの通りに対応するように中珠数屋町通（なかじゅずやまちどおり）と呼ばれることもある。

## 沿道の主な施設
- 渉成園（枳殻邸）
- 文子天満宮
- 京都市立下京渉成小学校
- 東本願寺

## 交差する道路
- 土手町通
- 河原町通（京都府道32号下鴨京都停車場線）
- 富小路通
- 高倉通
- 間之町通
- 東洞院通
- 不明門通
- 烏丸通（国道24号）